# توماس سيشون
توماس سيشون (9 يوليو 1976 برودا شلاسكا في بولندا - ) هو لاعب كرة قدم ألماني وبولندي في مركز الدفاع. شارك مع منتخب ألمانيا تحت 21 سنة لكرة القدم. أما مع النوادي، فقد لعب مع روت فايس أوبرهاوزن ونادي بانيونيوس ونادي كولن وموروكا سوالوز ونادي أوسنابروك وPanionios G.S.S. ‏.

## روابط خارجية
- توماس سيشون على موقع قاعدة بيانات كرة القدم.إي يو (الإنجليزية)
- توماس سيشون على موقع بيانات كرة القدم. دي إي (الألمانية)
- توماس سيشون على موقع Soccerway.com (الإنجليزية)
- توماس سيشون على موقع عالم كرة القدم.نت (الإنجليزية)